# هیرواکی تاناکا
هیرواکی تاناکا (انگلیسی: Hiroaki Tanaka؛ زادهٔ ۱۷ آوریل ۱۹۷۹) بازیکن فوتبال اهل ژاپن است.
از باشگاه‌هایی که در آن بازی کرده‌است می‌توان به باشگاه فوتبال توکیو وردی اشاره کرد.
وی همچنین در تیم ملی فوتبال زیر ۱۷ سال ژاپن بازی کرده‌است.